# André Ricardo Gadotti
Andre Ricardo Gadotti (Rodeio, 21 de Março de 1998) é um carateca brasileiro, representa o estado de Santa Catarina e o município de Rodeio. Considerado 3° Melhor do Mundo em Sua Categoria -84 KG com idade de 18 a 36 anos .
Andre é bombeiro voluntario e atleta da seleção Brasileira de Karatê, faixa  preta de caratê 1º Dan, tem como Sensei Edson Zickhur. Treina desde os 7 anos de Idade, alcançou a faixa preta com 15 anos, foi convocado para representar o Brasil, no Campeonato Mundial de Karatê, que foi realizado na cidade de Liège (Bélgica) em novembro de 2018.
Brasileiro, vem mostrando Garra e determinação em todos os Campeonatos que participa, vem obtendo grande destaque na Midia do Esporte, André é utilizado com Exemplo de superação e motivação para o Povo Rodeense, onde jovens se inspiram, Rodeio é uma cidade tipicamente Italiana, localizada no Médio Vale do Itajai.
Andre Reside desde os 10 anos de Idade, Frequentou o Colégio E.E.B Osvaldo Cruz, onde concluiu o ensino Médio.
Atualmente Cursa administração no Centro Universitário Leonardo da Vinci - UNIASSELVI em Indaial - SC

## Trajetória esportiva
Participou de diversos campeonatos brasileiros, realizados em Santa Cruz do Sul, Chapecó e Maracanaú,  conquistando uma vaga para compor a Seleção Brasileira de Caratê e representar o Brasil no Campeonato Mundial de Caratê, (Open International Province de Liège) onde conquistou o 3° Lugar..
André, tem em seu histórico, aproximadamente 75 medalhas em campeonatos estaduais, regionais entre outros eventos da modalidade.